# Bietze
Die Bietze ist ein Fluss, der in der Nähe des ostfriesischen Ortes Fiebing fließt.

## Lage
Die Bietze entspringt aus dem Ginsterschloot und mündet in den Bagbander Tief. Die Bietze fließt in der Nähe der Orte Südhörn, Firrel und dem Wald Oldehave.
Die Nebenflüsse der Bietze sind (von der Quelle bis zur Mündung) der Eschenschloot, der Zuckerhutschloot und Unter dem Moorschloot.